# Vila (mitologija)
Vile su mitološke djevojke neobične ljepote, obdarene čarobnim moćima. Mitovi o vilama dio su narodnih vjerovanja mnogih europskih naroda, a osobito su zastupljene u keltskoj i slavenskoj mitologiji. U slavenskoj mitologiji opisuju se kao vječno mlade djevojke s bujnom raspletenom zlatnožutom, rijetko crnom kosom, odjevene u prozračne duge bijele, rjeđe plave haljine, milozvučnoga glasa, vitke i hitre. Oličenje su ljepote.

## U slavenskoj mitologiji
Bizantski povjesničar Prokopije u 6. stoljeću u svome djelu Povijest ratova piše kako su tadašnji Slaveni posebno slavili vile i rijeke. Vile se spominju i u Zlatnoj legendi Jakova Varaginskog. Vile su najčešća mitska bića u slavenskoj mitologiji. Prema predajama vile žive u oblacima; na planinama; u šumama, poljima, pećinama, bunarima, potocima, rijekama, jezerima, morima. Plešu vilinsko kolo. Pomažu ljudima u nevolji,  vidaju rane i bratime se s junacima. Osvetoljubive su ako bi netko izdao njihovu tajnu. U Hrvatskoj, kao i drugdje među južnoslavenskim narodima na Balkanu, postoji intenzivan mit o vilama. U narodnim pričama i legendama, vile se opisuju kao lijepe i mlade djevojke, najčešće s krilima, no ponekad imaju i čudan tjelesni nedostatak (magareće ili konjsko kopito ili kozji papak.).

## Staništa i nazivi vila
Prema predajama vile žive u oblacima, na planinama, u šumama, poljima, pećinama, bunarima, potocima, rijekama, jezerima, morima. Na dalmatinskom području pripovijeda se da su staništa vila bila na Biokovu, Mosoru, Omišu i Velebitu, a odmaralište im je bio na otoku Jabuci. 
S obzirom na staništa, ljudi su vile podijelili na Oblakinje, Planinkinje, Vodarkinje, Jezerkinje. Vjeruje se da ima devet vrsta vila. U Dalmatinskoj zagori i drugdje kod Hrvata spominje se vila Zvonimira. U Ramljanima kod Muća pripovijeda se da vila Zvonimira boravi na Mosoru. Prema narodnoj predaju svaki junak je imao svoju vilu koja mu je pomagala.

## Suđenice
Među vile neki svrstavaju i Suđenice koje upravljaju čovjekovom sudbinom. U grčkoj mitologiji to su Moire (Laheza, Klota, Atropa), u keltskoj Wyrde, u rimskoj Parke (Nona, Decima i Morta), u nordijskoj tri Norne (Urd, Verdandi i Skuld) i sl. Prema predaji, one tri dana nakon rođenja posjećuju dijete te mu dosuđuju sudbinu. Prva Suđenica tka nit života (rođenje), druga odvija  životni vijek, a treća prekida život. 
Suđenice se obično prikazuju kao starice, a vile kao mlade iznimno lijepe djevojke. U hrvatskoj mitologiji Suđenice se još nazivaju: Rođenice, Orisnice, Rojenice, Rožanice, Sudbenice, Suđenice, Sudije, Usude, Sudnice. Suđenice se najčešće javljaju kao trijada, ali i kao sedam vila. Suđenice (Moire) spominje i Petar Zoranić u Planinama, nazivajući ih trima vilama Suđenicama. Marko Marulić Suđenice spominje u svojoj Juditi.

## U keltskoj mitologiji
U keltskim zemljama Irske, Škotske i Walesa vile su poznate kao Tuatha De Danann (Narod božice Dana). U Irskoj ih nazivaju i Sidhe (brđani), a u Walesu Bendith y mamau (majčin blagoslov).